# Ferdinand II. Neapeljski
Ferrantejev naslednik sin Alfonso II. Neapeljski je zbežal iz Neaplja in se odpovedal prestolu v korist svojega sina Ferdinanda II. Neapeljskega, imenovanega Ferrantino.
Karel VIII. je z vojsko prekoračil Alpe in koncem 1494 zavzel Rim. 
Ferrantino se je sicer skušal postaviti po robu veliki sili, a zaman. Začetkom 1495 je Karel zavzel Neapelj, kjer se je upirala le še trdnjava Castell dell' Ovo. Ferrantino se je z mornarico in družino umaknil v grad na otoku Ischia in potem v Messino. Francoska okupacija je streznila tudi papeža Aleksandra VI. Proti Karlu je sestavil koalicijo, v kateri so sodelovali Maksimilijan I. Habsburški, Benetke, Milano in Aregon. Ferrantino se je v juliju 1496 spet izkrcal v Neaplju. Meščani so ga, po grozotah, ki so jih preživeli pod Francozi, sprejeli kot odrešitelja. A še isto leto je umrl brez otrok in nasledil ga je stric Friderik IV Neapeljski, drugi sin Don Ferranteja.
1. ↑  https://www.britannica.com/biography/Ferdinand-II-king-of-Naples